# Seznam evroposlancev iz Združenega kraljestva (1984–1989)
Seznam evroposlancev iz Združenega kraljestva' v mandatu 1984-1989.

## Seznam
| Ime                    | Stranka               | Okrožje                             |
| A                      |                       |                                     |
| Gordon Adam            | Delavska stranka      | Northumbria                         |
| B                      |                       |                                     |
| Richard Balfe          | Delavska stranka      | London South Inner                  |
| Robert Battersby       | Konzervativna stranka | Humberside                          |
| Christopher Beazley    | Konzervativna stranka | Cornwall & Plymouth                 |
| Peter Beazley          | Konzervativna stranka | Bedfordshire South                  |
| Lord Bethell           | Konzervativna stranka | London North West                   |
| Beata Brookes          | Konzervativna stranka | Wales North                         |
| Janey Buchan           | Delavska stranka      | Glasgow                             |
| C                      |                       |                                     |
| Bryan Cassidy          | Konzervativna stranka | Dorset East & Hampshire West        |
| Barbara Castle         | Delavska stranka      | Greater Manchester West             |
| Fred Catherwood        | Konzervativna stranka | Cambridgeshire & Bedfordshire North |
| Kenneth Collins        | Delavska stranka      | Strathclyde East                    |
| Richard Cottrell       | Konzervativna stranka | Bristol                             |
| Christine Crawley      | Delavska stranka      | Birmingham East                     |
| Bob Cryer              | Delavska stranka      | Sheffield                           |
| David Curry            | Konzervativna stranka | Essex North East                    |
| D                      |                       |                                     |
| Margaret Daly          | Konzervativna stranka | Somerset & Dorset West              |
| John de Courcy Ling    | Konzervativna stranka | Midlands Central                    |
| Basil de Ferranti      | Konzervativna stranka | Hampshire Central                   |
| Marquess of Douro      | Konzervativna stranka | Surrey West                         |
| E                      |                       |                                     |
| Baroness Elles         | Konzervativna stranka | Thames Valley                       |
| James Elles            | Konzervativna stranka | Oxford & Buckinghamshire            |
| Michael Elliott        | Delavska stranka      | London West                         |
| Winifred Ewing         | SNP                   | Highlands and Islands               |
| F                      |                       |                                     |
| Sheila Faith           | Konzervativna stranka | Cumbria & Lancashire North          |
| Alex Falconer          | Delavska stranka      | Scotland Mid & Fife                 |
| Glyn Ford              | Delavska stranka      | Greater Manchester East             |
| G                      |                       |                                     |
| Win Griffiths          | Delavska stranka      | Wales South                         |
| H                      |                       |                                     |
| Michael Hindley        | Delavska stranka      | Lancashire East                     |
| Geoff Hoon             | Delavska stranka      | Derbyshire                          |
| Paul Howell            | Konzervativna stranka | Norfolk                             |
| Les Huckfield          | Delavska stranka      | Merseyside East                     |
| Stephen Hughes         | Delavska stranka      | Durham                              |
| John Hume              | SDLP                  | Severna Irska                       |
| Alasdair Hutton        | Konzervativna stranka | Scotland South                      |
| J                      |                       |                                     |
| Caroline Jackson       | Konzervativna stranka | Wiltshire                           |
| Christopher Jackson    | Konzervativna stranka | Kent East                           |
| K                      |                       |                                     |
| Michael Kilby          | Konzervativna stranka | Nottingham                          |
| L                      |                       |                                     |
| Alfred Lomas           | Delavska stranka      | London North East                   |
| M                      |                       |                                     |
| John Marshall          | Konzervativna stranka | London North                        |
| David Martin           | Delavska stranka      | Lothians                            |
| Michael McGowan        | Delavska stranka      | Leeds                               |
| Hugh McMahon           | Delavska stranka      | Strathclyde West                    |
| Edward McMillan-Scott  | Konzervativna stranka | York                                |
| Tom Megahy             | Delavska stranka      | Yorkshire South West                |
| James Moorhouse        | Konzervativna stranka | London South & Surrey East          |
| David Morris           | Delavska stranka      | Wales Mid & West                    |
| N                      |                       |                                     |
| Stanley Newens         | Delavska stranka      | London Central                      |
| Edward Newman          | Delavska stranka      | Greater Manchester Central          |
| Bill Newton Dunn       | Konzervativna stranka | Lincolnshire                        |
| Tom Normanton          | Konzervativna stranka | Cheshire East                       |
| O                      |                       |                                     |
| Lord O'Hagan           | Konzervativna stranka | Devon                               |
| P                      |                       |                                     |
| Ian Paisley            | DUP                   | Severna Irska                       |
| Ben Patterson          | Konzervativna stranka | Kent West                           |
| Andrew Pearce          | Konzervativna stranka | Cheshire West                       |
| Terry Pitt             | Delavska stranka      | Midlands West                       |
| Henry Plumb            | Konzervativna stranka | Cotswolds                           |
| Derek Prag             | Konzervativna stranka | Hertfordshire                       |
| Peter Price            | Konzervativna stranka | London South East                   |
| Christopher Prout      | Konzervativna stranka | Shropshire & Stafford               |
| James Provan           | Konzervativna stranka | Scotland North East                 |
| Q                      |                       |                                     |
| Joyce Quin             | Delavska stranka      | Tyne and Wear                       |
| R                      |                       |                                     |
| Shelagh Roberts        | Konzervativna stranka | London South West                   |
| S                      |                       |                                     |
| James Scott-Hopkins    | Konzervativna stranka | Hereford & Worcester                |
| Barry Seal             | Delavska stranka      | Yorkshire West                      |
| Madron Seligman        | Konzervativna stranka | Sussex West                         |
| Dr. Alexander Sherlock | Konzervativna stranka | Essex South West                    |
| Richard Simmonds       | Konzervativna stranka | Wight & Hampshire East              |
| Anthony Simpson        | Konzervativna stranka | Northamptonshire                    |
| Llewellyn Smith        | Delavska stranka      | Wales South East                    |
| George Stevenson       | Delavska stranka      | Staffordshire East                  |
| Kenneth Stewart        | Delavska stranka      | Merseyside West                     |
| Jack Stewart-Clark     | Konzervativna stranka | Sussex East                         |
| T                      |                       |                                     |
| John Taylor            | OUP                   | Severna Irska                       |
| John Tomlinson         | Delavska stranka      | Birmingham West                     |
| Carole Tongue          | Delavska stranka      | London East                         |
| Frederick Tuckman      | Konzervativna stranka | Leicester                           |
| Amedee Turner          | Konzervativna stranka | Suffolk                             |
| V                      |                       |                                     |
| Peter Vanneck          | Konzervativna stranka | Cleveland & Yorkshire North         |
| W                      |                       |                                     |
| Michael Welsh          | Konzervativna stranka | Lancashire Central                  |
| Norman West            | Delavska stranka      | Yorkshire South                     |